# Посполітак Андрій Васильович
Андрі́й Васи́льович Посполіта́к (14 грудня 1987 — 29 серпня 2014) — старший солдат Збройних сил України, учасник російсько-української війни.

## Короткий життєпис
Народився 1987 року в смт Луків (Турійський район, Волинська область). З малих років ріс без батька. Займав активну життєву позицію; був у складі Народного Руху України. Здобув фахи тракториста-машиніста, водія, оператора комп'ютерного набору, менеджера. У Польщі працював на будівництві.
На початку квітня 2014 року приїхав з Польщі. В часі війни — стрілець 3-го батальйону 51-ї окремої механізованої бригади. Воював під Щастям.
Загинув 29 серпня 2014-го. під час прориву з оточення під Іловайськом біля села Новокатеринівка. 2 вересня тіло Андрія привезено до запорізького моргу. Тимчасово похований на цвинтарі міста Запоріжжя, як невпізнаний Герой. Упізнаний за експертизою ДНК; 19 лютого 2015 року перепохований у Лукові.
Без єдиного сина лишилась мама Світлана Володимирівна.

## Нагороди та вшанування
За особисту мужність і героїзм, виявлені у захисті державного суверенітету та територіальної цілісності України, вірність військовій присязі під час російсько-української війни, відзначений — нагороджений
- 17 липня 2015 року — орденом «За мужність» III ступеня (посмертно)[2]
- 26 листопада 2015-го нагороджений вищою нагрудною відзнакою Народного Руху України «За заслуги перед Українським народом» ІІ ступеня (посмертно).
- Його портрет розміщений на меморіалі «Стіна пам'яті полеглих за Україну» у Києві: секція 3, ряд 4, місце 28
- Вшановується 29 серпня на щоденному ранковому церемоніалі вшанування українських захисників, які загинули цього дня у різні роки внаслідок російської збройної агресії[3]